# Parancistrus aurantiacus

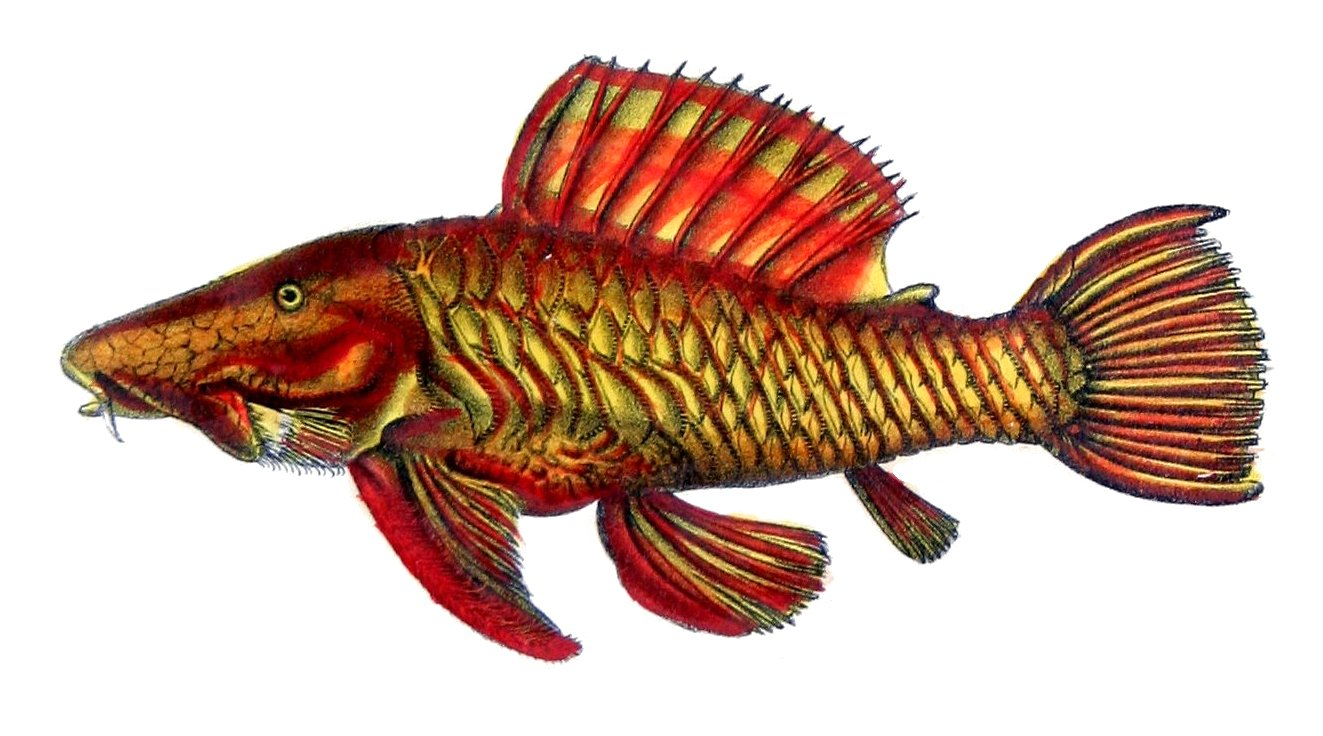
Parancistrus aurantiacus

Parancistrus aurantiacus (Castelnau, 1855) è un pesce osseo di acqua dolce appartenente alla famiglia Loricariidae e alla sottofamiglia Ancistrinae.

## Distribuzione e habitat
Proviene dal Brasile, nel bacino del Rio delle Amazzoni.

## Descrizione
Presenta un corpo compresso sull'addome, che raggiunge la lunghezza massima di 19,3 cm. La colorazione è molto variabile, dall'arancione quasi al grigio, spesso con macchie scure. Le pinne sono spesso arancioni o marroni pallide.

## Biologia

### Comportamento
È una specie che non è particolarmente attiva durante il giorno, ma può diventare territoriale e aggressiva durante il periodo riproduttivo.

### Riproduzione
È oviparo e non ci sono cure verso le uova.

## Acquariofilia
Può essere allevato in acquario perché piuttosto pacifico, ma raggiunge grandi dimensioni.